# Pro Evolution Soccer 2009
Pro Evolution Soccer 2009 (PES 2009, hay còn được gọi là World Soccer: Winning Eleven 2009 ở Hàn Quốc và Nhật Bản) là một tựa game bóng đá trong loạt Pro Evolution Soccer, được tạo bởi Konami. Đây cũng là trò chơi được cấp phép độc quyền của UEFA Champions League. Phiên bản Wii được gọi là Winning Eleven Play Maker 2009 tại Nhật Bản. PES 2009 được tiếp nối thành công bởi Pro Evolution Soccer 2010.

## Cách chơi
Cách chơi đã được thay đổi so với các phiên bản trước cho Pro Evolution Soccer 2009, với những bổ sung quan trọng cho hệ thống Teamvision, chiến thuật thay đổi theo tình huống, khả năng xử lý bóng trôi chảy và các chiến lược nhận dạng AI hoạt động liên tục tích lũy dữ liệu trong các chế độ Master League và League. Một bổ sung mới khác là điều chỉnh lại chuyển động của bóng, với các phép tính lực cản không khí mới cho quỹ đạo của bóng. Ngoài ra còn có các thói quen ma sát mới ảnh hưởng đến chuyển động của bóng trong điều kiện mặt sân, các thói quen xoáy ngược được tính toán để bóng chậm lại tương ứng và độ nảy của bóng có thể được sử dụng hiệu quả hơn: người chơi có thể hất bóng lên để thực hiện cú phát bóng, hoặc để nâng nó qua chân sau của hậu vệ. Nếu một người chơi có khả năng, họ sẽ có thể thực hiện một cách khéo léo. PES 2009 cũng có chế độ trò chơi mới gọi là 'Become a Legend', giống như 'Be a Pro' từ EA Sports FIFA Series. Chế độ này ban đầu chỉ có trong các phiên bản của Nhật Bản với tên 'Fantasista', được phát hành dưới dạng một phiên bản đặc biệt cho J-League Winning Eleven 2007 Club Championship.

## Giấy phép
Lần đầu tiên Konami có thể giành được bản quyền của UEFA Champions League. Manchester United và Liverpool là những câu lạc bộ duy nhất được cấp phép đầy đủ tại Giải bóng đá Ngoại hạng Anh, giải đấu được tích hợp nhưng không có giấy phép, giống như các phiên bản trước. Vì giấy phép UEFA Champions League không bao gồm quyền của tất cả các câu lạc bộ tham gia và một số giấy phép cũng được nắm giữ độc quyền bởi EA Sports, không phải tất cả các câu lạc bộ tham gia đều được cấp phép hoặc thậm chí trong trò chơi.
Các câu lạc bộ không được cấp phép có tên cầu thủ thực nhưng sử dụng tên, logo và bộ trang phục giả lập của câu lạc bộ. Nó có thể được chỉnh sửa bởi người chơi.
Ngoài ra còn có một giải đấu riêng với 18 đội chung (Đội A, Đội B, v.v.), có thể được chỉnh sửa đầy đủ, như trong các phiên bản trước. Tính năng này không xuất hiện trong phiên bản PS2 của trò chơi và phiên bản PSP chỉ có hai đội trong giải đấu phụ này.

## Ảnh bìa
Lionel Messi và Andrés Guardado xuất hiện trong ảnh bìa của PES 2009. Là một phần của thỏa thuận mới, Messi được xuất hiện trên trang bìa của tất cả các phiên bản PES 2009, đồng thời xuất hiện trong các tài liệu quảng cáo cho trò chơi này.

## Phiên bản Wii
Pro Evolution Soccer 2009 là phiên bản Wii thứ hai của loạt game bóng đá Pro Evolution Soccer của Konami. Phiên bản Wii được phát hành vào tháng 3 năm 2009.
Dựa trên hệ thống điều khiển của phiên bản trước, PES 2009 mở rộng dựa trên khái niệm cơ bản về việc người chơi điều khiển cả cầu thủ có bóng và những cầu thủ xung quanh họ.
PES 2009 cho Nintendo Wii sẽ có một số bổ sung quan trọng, với hệ thống bắn súng cải tiến mang lại nhiều quyền kiểm soát hơn. Nhóm phát triển cũng đã làm lại các yếu tố phòng thủ của trò chơi, với nhiều quyền kiểm soát hơn đối với các hậu vệ và nhiều cách hơn để ngăn chặn các mối đe dọa tấn công. Một hệ thống AI mới cũng đã được triển khai và dẫn đến chuyển động tinh vi và trực quan hơn từ các đồng đội theo mệnh lệnh của người chơi. Một hệ thống chơi hợp tác mới được thiết kế để cho phép một người chơi sử dụng Nunchuk và Wiimote để điều khiển trò chơi ở cấp độ nhóm trong khi một người chơi khác sử dụng Bộ điều khiển cổ điển để điều phối từng người chơi. Nó cũng được thiết lập để nhận các chế độ trò chơi mới, như Master League, cuộc thi Champions Road nâng cao, Chế độ chỉnh sửa nâng cao, khả năng chơi trò chơi trực tuyến nâng cao và chế độ trò chơi cho phép người chơi huấn luyện Mii của họ.

## Thử nghiệm
Bản thử nghiệm của trò chơi đã có sẵn cho PlayStation 3, Xbox 360 và PC vào ngày 2 tháng 10 năm 2008. Người chơi có thể chọn các câu lạc bộ và đội tuyển quốc gia, ví dụ như Manchester United, Liverpool, Real Madrid, FC Barcelona, đội tuyển Ý hoặc Pháp cho một trận đấu giao hữu kéo dài 5 phút đầy đủ với một tùy chọn nhiều người chơi.
Bản demo cũng bao gồm các video quảng cáo mô tả chi tiết các chế độ "Become a Legend" và "Legends" trực tuyến của trò chơi mới, cho thấy người chơi chỉ điều khiển một cầu thủ trong một đội và cố gắng tạo dựng sự nghiệp bóng đá. Họ bắt đầu với tư cách là một cầu thủ 17 tuổi đầy triển vọng, các cầu thủ phải cố gắng lọt vào đội một và tạo ra một loạt màn trình diễn chói sáng để cuối cùng dẫn đến việc chuyển đến những đội bóng lớn ở châu Âu. Ngược lại, những màn trình diễn kém cỏi có thể khiến họ gặp khó khăn ở các giải đấu thấp hơn và cuối cùng bị thanh lý hợp đồng.

## Hợp tác với Setanta Sports
Cuối tháng 9 năm 2008, đã có thông báo rằng PES 2009 sẽ có thương hiệu của Setanta Sports.
Liên kết đã được xác nhận khi Setanta Sports đặt logo trên trang web của họ thông báo rằng chúng thực sự có liên quan đến trò chơi.

## Bình luận viên
- Jon Champion và Mark Lawrenson cung cấp bình luận bằng tiếng Anh.
- Jon Kabira, Kitazawa Tsuyoshi và Fukuda Masahiro cung cấp bình luận bằng tiếng Nhật, với Florent Dabadie là phóng viên trên sân cỏ.
- Wolff-Christoph Fuss và Hansi Küpper cung cấp bình luận bằng tiếng Đức.
- Christian Jeanpierre và Laurent Paganelli cung cấp bình luận bằng tiếng Pháp.
- Juan Carlos Rivero và Julio Maldonado "Maldini" cung cấp bình luận bằng tiếng Tây Ban Nha ở Tây Ban Nha.
- Pierluigi Pardo và José Altafini cung cấp bình luận bằng tiếng Ý.
- Christian Martinoli và Luis García cung cấp bình luận bằng tiếng Tây Ban Nha ở khu vực Mỹ Latinh.

## Đánh giá
Trò chơi đã được đón nhận tích cực và trung bình. GameRankings và Metacritic cho điểm 85,46% và 84/100 cho phiên bản Wii; 77,27% và 77 trên 100 cho phiên bản PlayStation 3; 77,20% và 75 trên 100 cho phiên bản PSP; 76,62% và 79 trên 100 cho phiên bản PC; 73,54% và 74 trên 100 cho phiên bản Xbox 360; và 68,67% và 72 trên 100 cho phiên bản PlayStation 2.
Phiên bản PS2 là trò chơi bán chạy thứ 100 tại Nhật Bản vào năm 2008, bán được 135.128 bản, với tổng doanh số bán hàng trọn đời là 680.152; trong khi phiên bản PS3 là trò chơi bán chạy thứ 32 trong cùng năm đó, bán được 297.896 bản.